# 존 패로

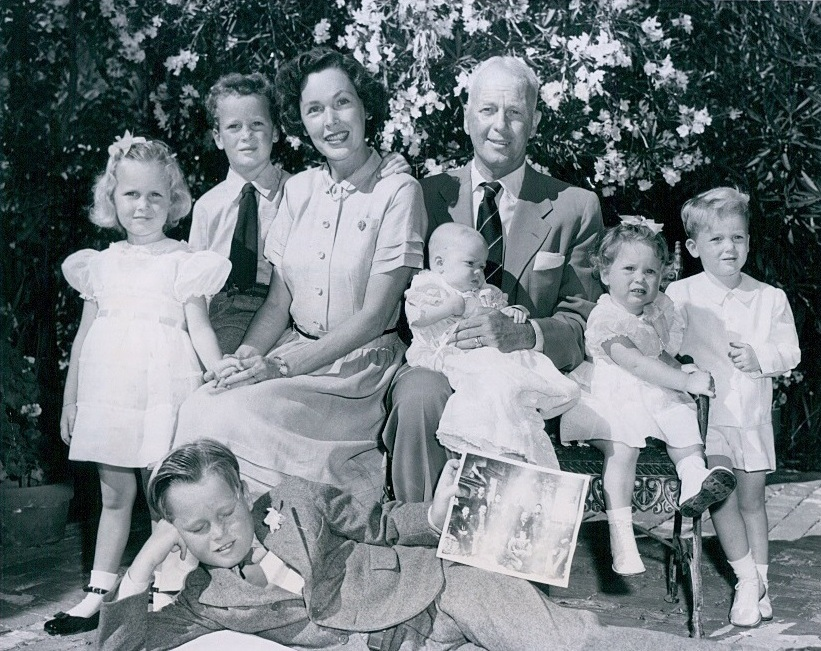

존 패로(John Farrow, 1904년 2월 10일 ~ 1963년 2월 27일)는 오스트레일리아의 영화 감독이다.